# Khun nan
Khun nan (คืนนั้น, titolo internazionale: Red Wine in the Dark Night) è un film del 2015 diretto da Tanwarin Sukkhapisit.
Pellicola dell'orrore di produzione thailandese, a tematica omosessuale, distribuita per la prima volta il 23 luglio 2015.

## Trama
Wine è un ragazzino che ha una relazione con Tee, suo compagno di scuola. Per paura di essere additato come omosessuale dai suoi amici Tee lascia Wine. Mentre Wine si strugge per la cosa gli amici di Tee gli fanno uno scherzo dicendogli che quest'ultimo si è detto davvero innamorato di lui e che lo sta aspettando in una palazzina abbandonata. Una volta arrivato sul posto incontra, per caso, un ragazzo della sua età con gli occhi rossi che soffre di una totale amnesia. Tra loro si crea immediatamente un fortissimo legame quando Wine realizza la natura dell'ignoto: quest'ultimo è un vampiro assetato di sangue. Wine gli concede un po' del proprio sangue per placare la sua sete e incomincia degli esperimenti per vedere se è in grado di essere sfamato con del sangue animale. Essendo ogni esperimento fallimentare Wine rapisce prima Tee e poi Boy (un uomo d'affari che vorrebbe dei favori sessuali da lui) per prelevare il loro sangue al fine di sfamare il vampiro (a quest'ultimo dirà che è sangue di bufalo).
Nel frattempo Night (il vampiro) incomincerà a ricordare il proprio passato e quando scoprirà quello che Wine sta facendo per mantenerlo in vita si ricorderà che anche suo padre faceva lo stesso per lui in passato.